# Litoměřický kraj

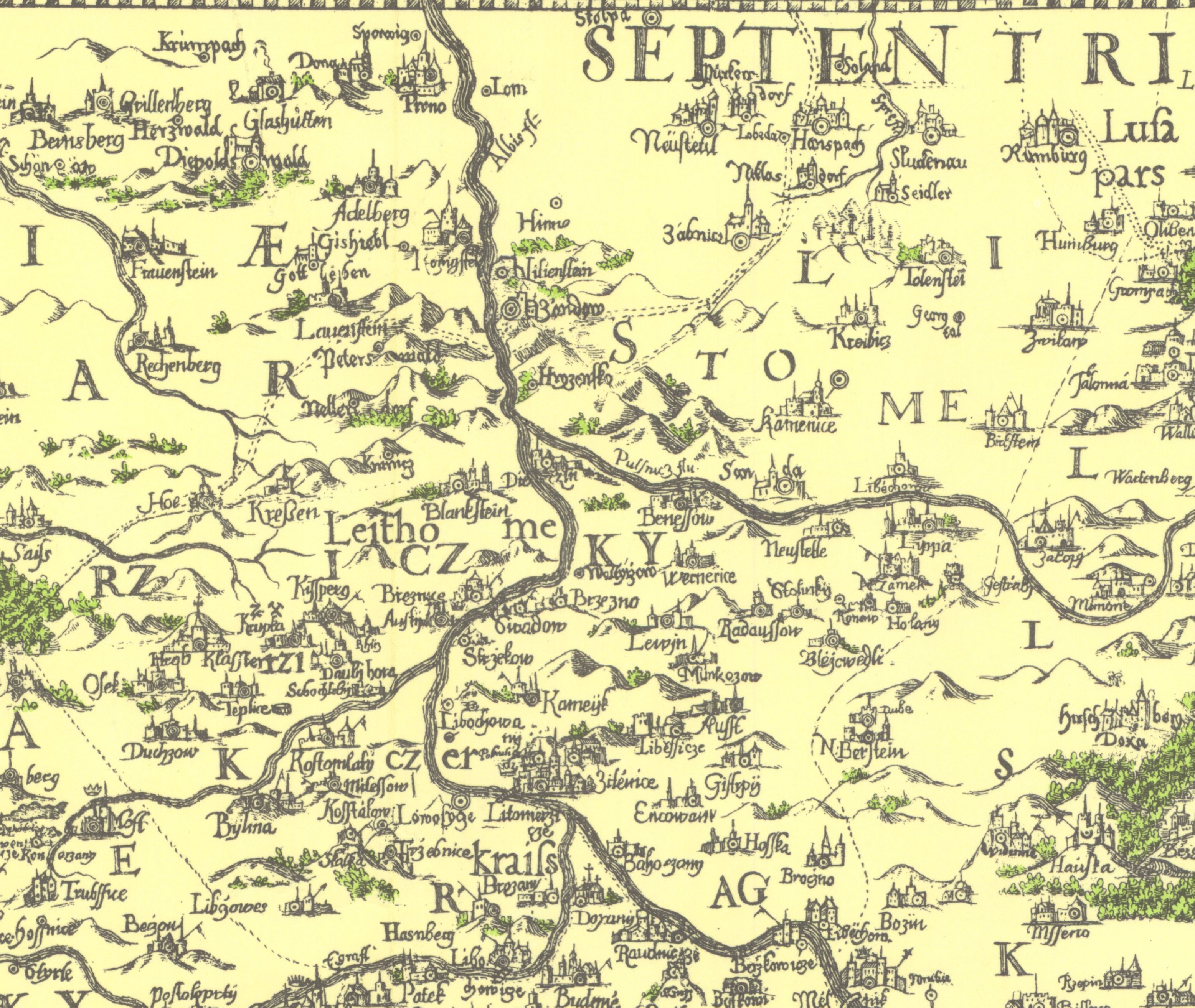
Nejstarší vyobrazení Litoměřického kraje na Aretinově mapě roku 1619

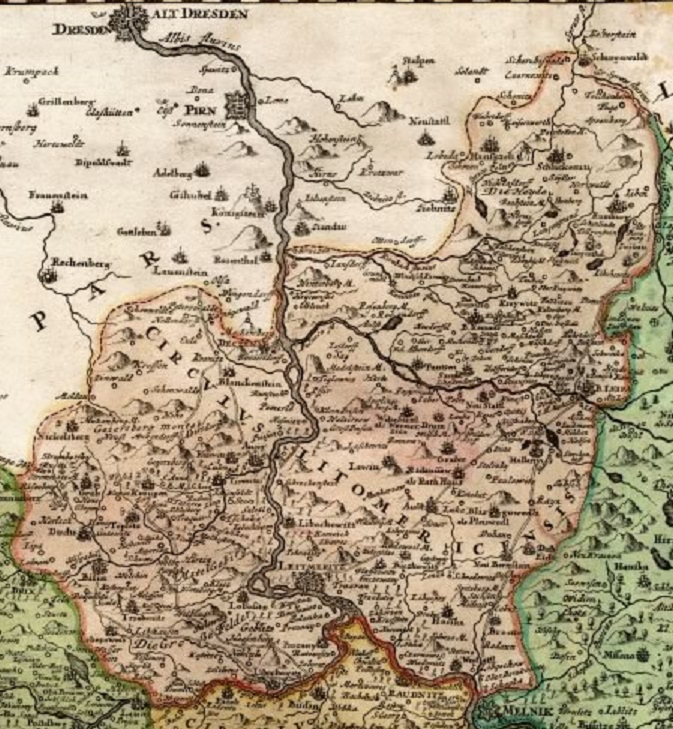
Litoměřický kraj na Vogtově mapě (1712)

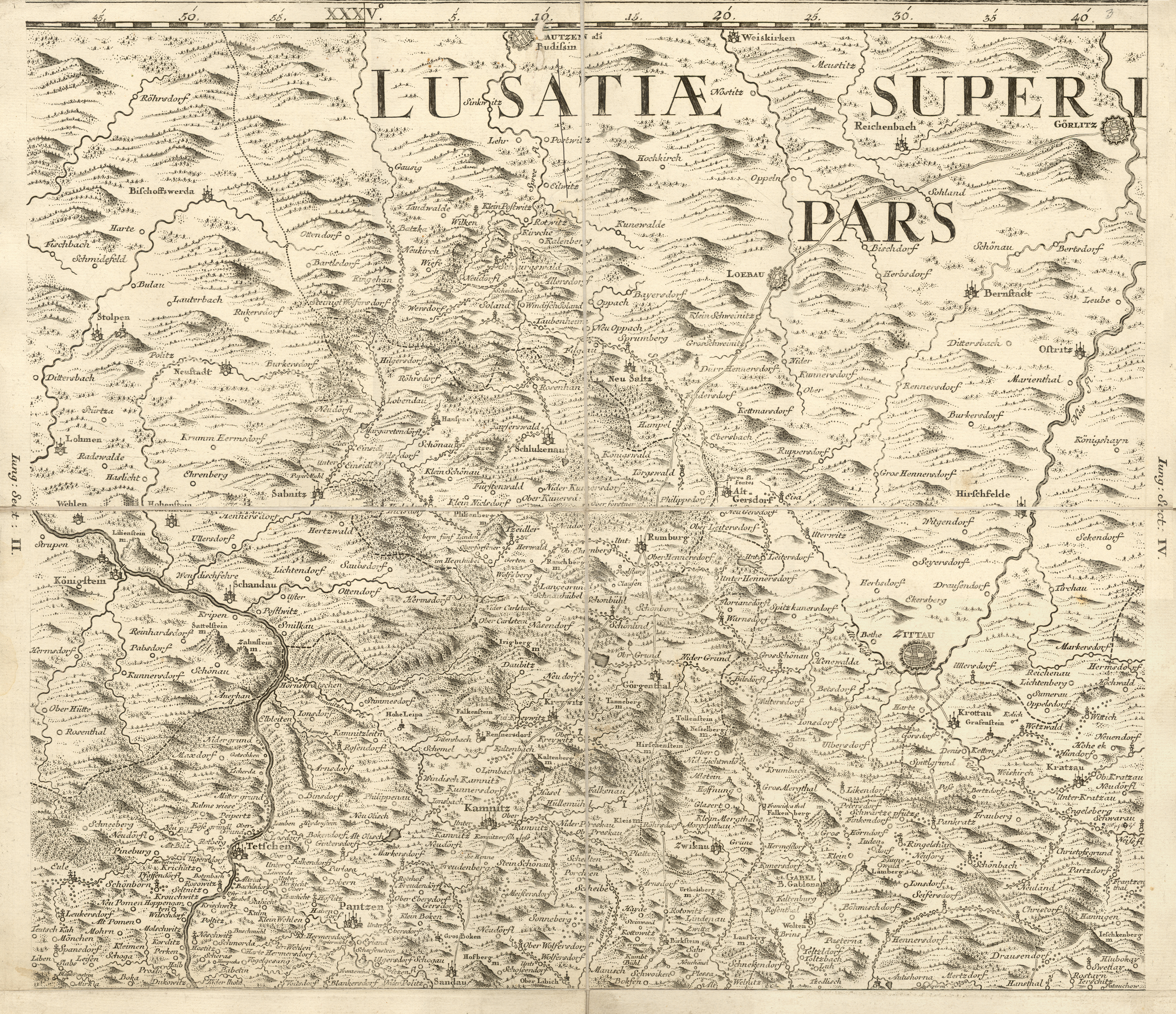
Severovýchod Litoměřického kraje na Mullerově mapě z roku 1720

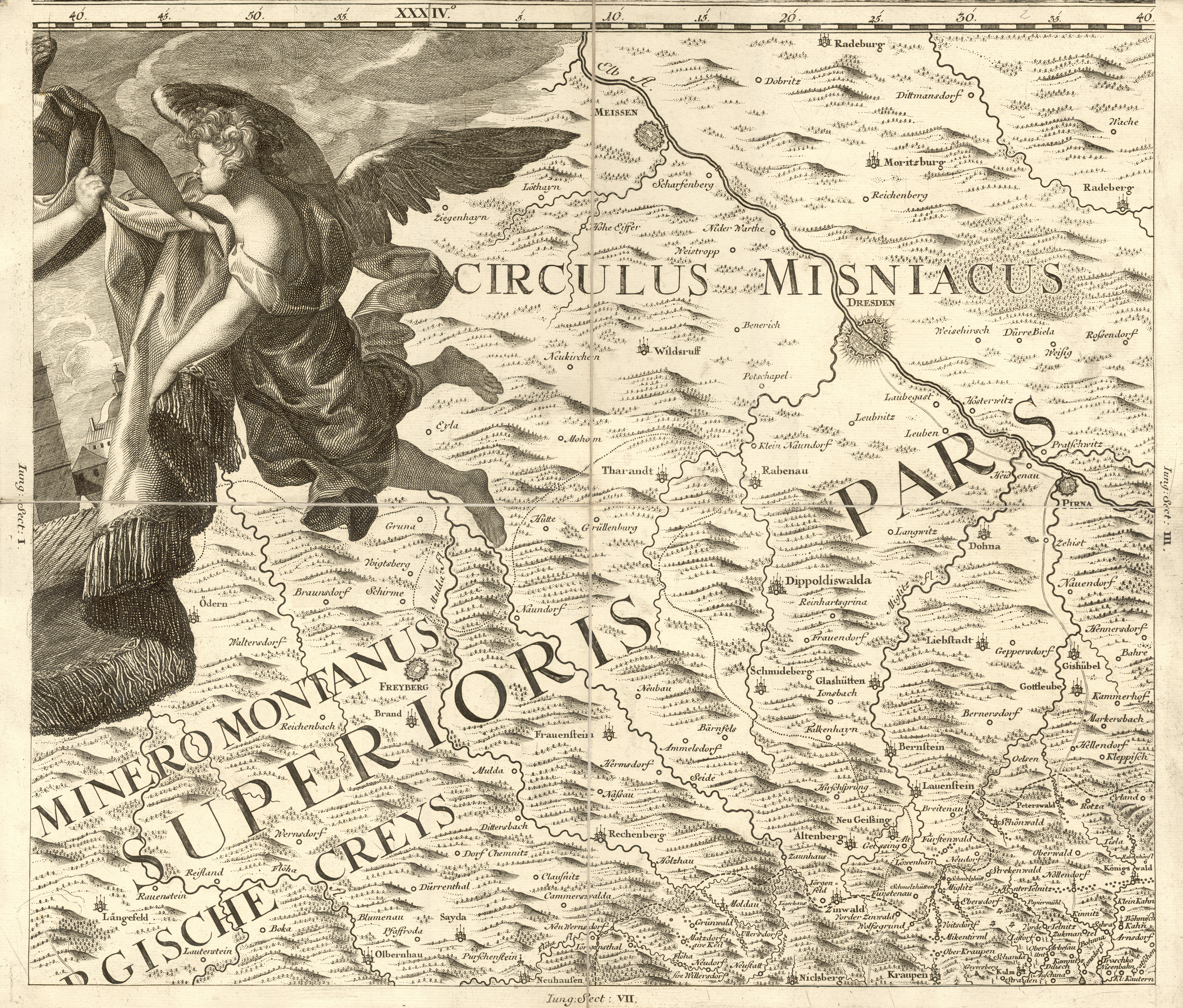
Sever Litoměřického kraje na Mullerově mapě roku 1720

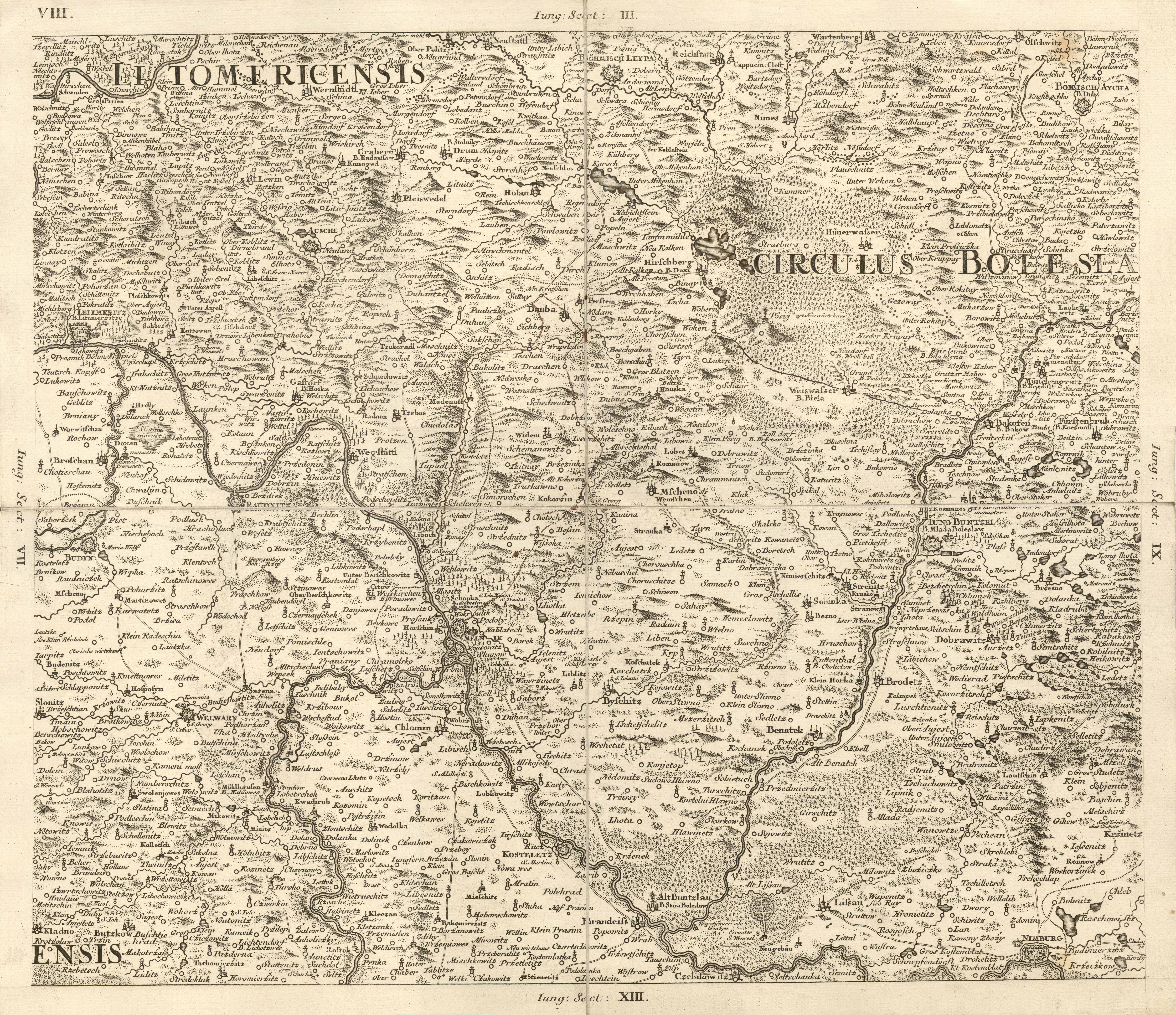
Jihovýchod Litoměřického kraj na Mullerově mapě z roku 1720

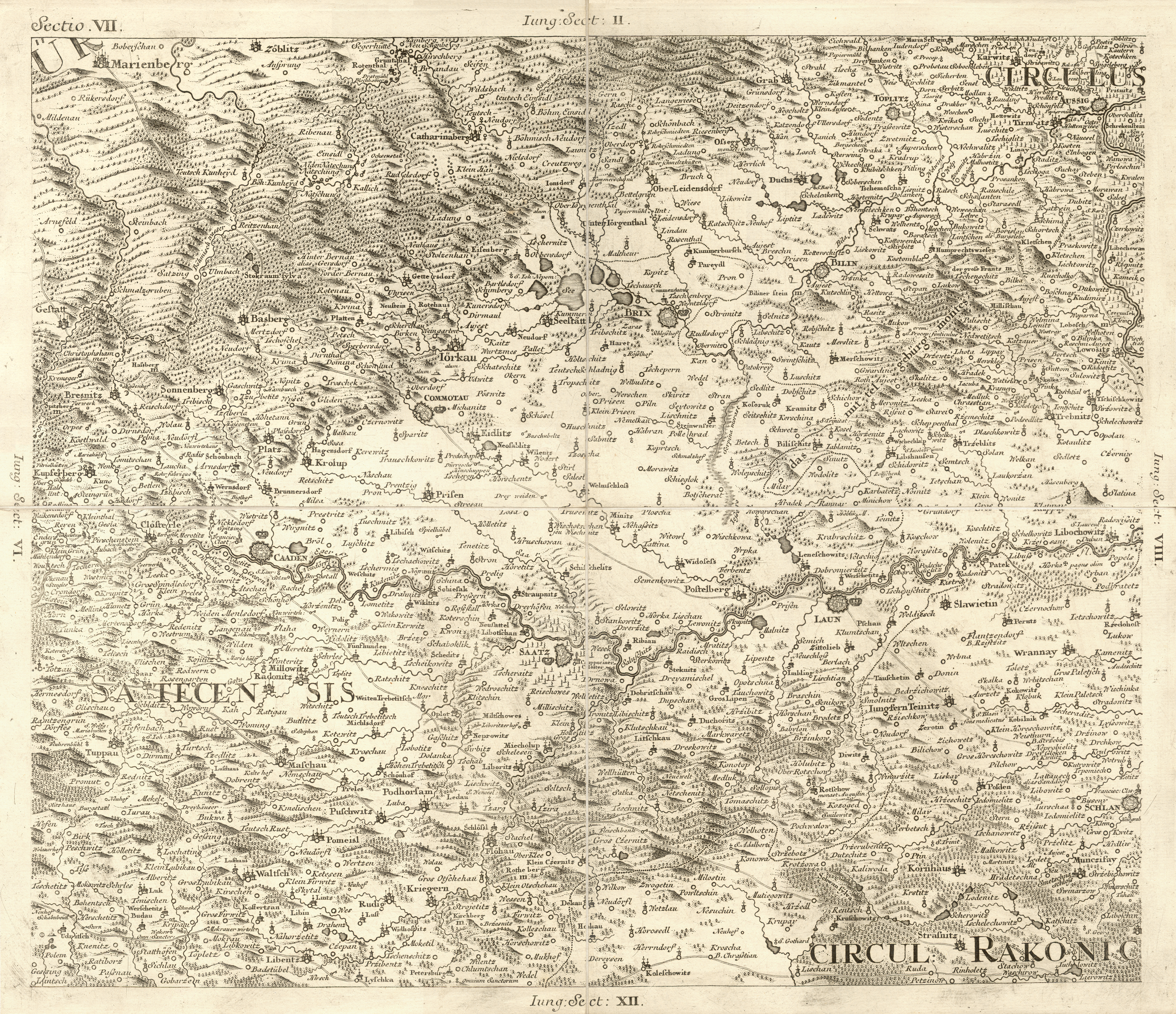
Jihozápad Litoměřického kraje na Mullerově mapě Čech z roku 1720

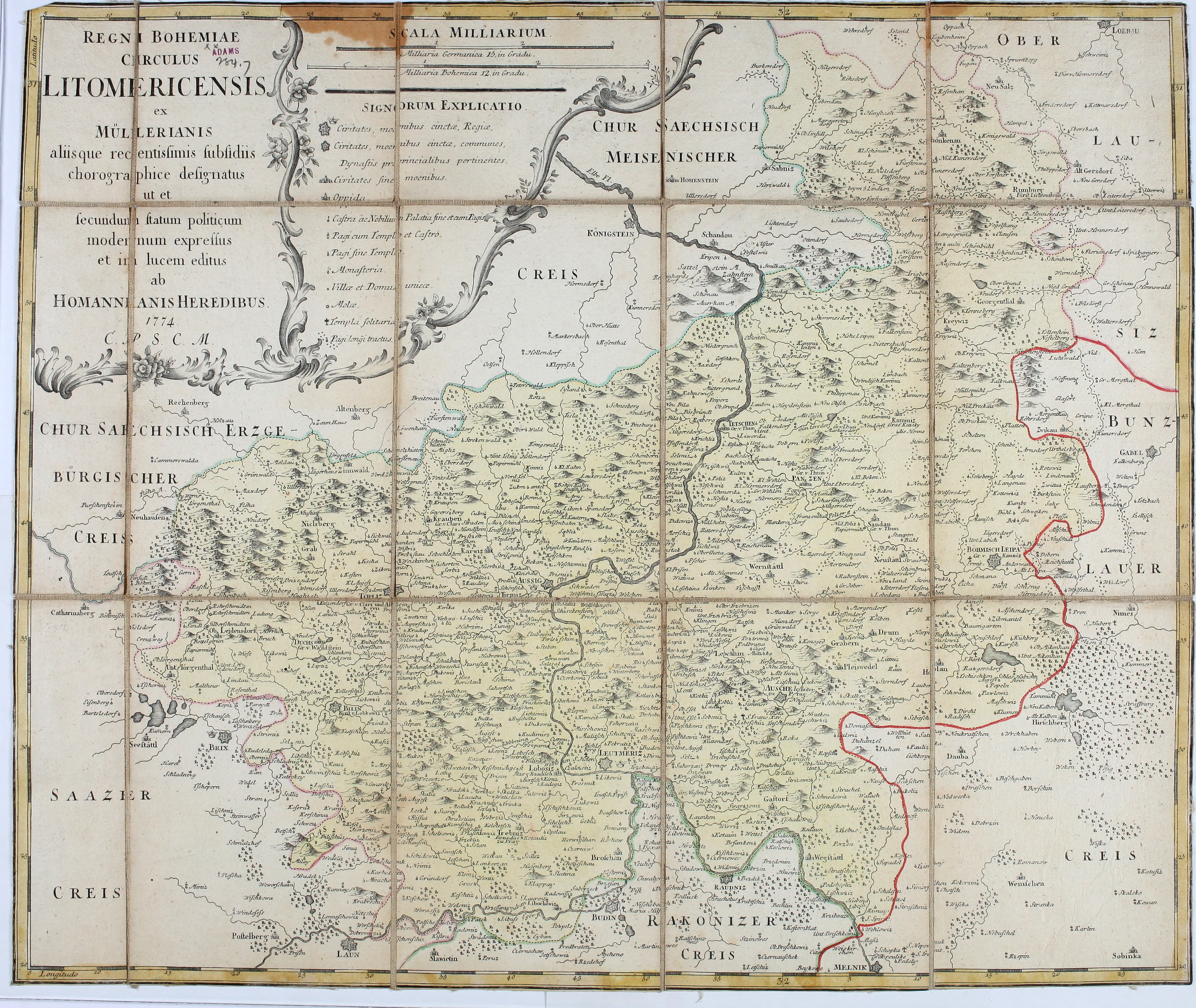
Litoměřický kraj roku 1769

Počátky existence Litoměřického kraje nebo také jen Litoměřicka spadají do druhé poloviny 13. století, kdy Přemysl Otakar II. původní hradské zřízení nahradil krajským zřízením. Raně středověké přemyslovské správní hradiště se nalézalo na Dómském pahorku jihovýchodně od jádra středověkého města, Litoměřický kraj se pak nazýval podle královského města Litoměřice, které bylo jeho správním centrem od nepaměti.

## Historie
Litoměřice náleží mezi nejstarší česká města. Vznik města ale předcházela existence raně středověkého přemyslovského správního hradu a jeho aglomerace. Toto hradiště se nalézalo na Dómském pahorku jihovýchodně od jádra středověkého města. Bylo rozděleno na vlastní hrad a předhradí, jehož část byla kolem roku 1057 vyhrazena pro kapitulu při kostele sv. Štěpána v místě, kde se nyní nachází barokní katedrála sv. Štěpána.
Vznik tohoto královského města spadá mezi roky 1219 a 1228 (nelze zpřesnit). V letech 1257–1421 se ve městě nacházel křižovnický klášter. Královské město si od 13. do 17. století udrželo dominantní postavení mezi městy celé severní poloviny Čech. Důkazem je množství práv a privilegií, jimiž je různí čeští panovníci, včetně Karla IV., obdařili. Nejzávažnější bylo právo skladu a právo mílové, jimiž se mohlo pyšnit opravdu jen málo českých měst. Právo skladu znamenalo, že každý obchodník, který plul po Labi (např. do Pirny či Drážďan), musel své zboží v Litoměřicích vyložit a tři dny na zdejším trhu nabízet. Teprve potom mohl ve své cestě pokračovat. Stávalo se velmi často, že tak jeho cesta v Litoměřicích skončila. V oněch dobách Litoměřice byly jedním z nejdůležitějších říčních přístavů na Labi. Právo mílové měla na severu Čech pouze dvě města, mimo Litoměřic ještě Žatec a Most. V okruhu jedné české míle (velikost české míle kolísala, mívala až 10,5 kilometrů) nesměla být provozována jakákoliv výdělečná činnost (řemeslo, hospoda apod.). Litoměřice byly v Čechách vedle Prahy také jedním ze dvou odvolacích center městských práv, konkrétně práva magdeburského.
Převážně české Litoměřice zažily po porážce stavovského povstání (1620) příliv německého etnika, v menší míře také italského. Přesto byla čeština stále hlavním jazykem, a to až do tereziánských a josefínských reforem (od roku 1739 pronikla němčina do městských knih, od roku 1775 byla němčina vyučovacím jazykem městské školy). V roce 1655 se město stalo centrem nově zřízené litoměřické diecéze. Při solním sčítání v roce 1702 bylo zjištěno v Litoměřickém kraji 119 274 křesťanů a 495 židů, dohromady tedy 119 769 obyvatel nad 10 let.
Kraj vydržel v původním uspořádání až do roku 1849, kdy bylo císařským nařízením č. 268/1849 o nové organizaci soudní, č. 255/1849 o nové organizaci správy a prozatímním zákonem obecním č. 170 ze 17. března 1849 nahrazen správou státní (zeměpanskou). Kraj byl obnoven v pozměněných hranicích roku 1855 a vydržel až do 23. října 1862, kdy bylo krajské zřízení zrušeno. Po zrušení se země členily již jen na okresy, nadále však zůstala zachována krajská organizace u soudů a v Litoměřicích sídlil krajský soud až do roku 1949.

## Významní hejtmané
- 29. května 1421–? Hynek z Valdštejna[3]
- kolem roku 1437 Zbyněk z Haznburka[4]
- 1574 Václav Popel z Lobkovic
- 1578–1579 Jiří Popel z Lobkovic
- 1581–1581 Jan mladší Popel z Lobkovic
- 1588–1589 Adam Hrzán z Harasova
- 1593–1594 Oldřich Felix Popel z Lobkovic
- 1596–1597 Adam Havel Popel z Lobkovic
- 1596–1597 Adam Hrzán z Harasova
- 1598–1599 Adam Havel Popel z Lobkovic
- 1600–1601 Adam mladší z Valdštejna
- 1602–1603 Oldřich Felix Popel z Lobkovic
- 1603–1604 Adam mladší z Valdštejna
- 1604–1605 Jan Zbyněk Zajíc z Hazmburka
- 1606–1607 Václav Vilém z Roupova
- 1607–1608 Jan Zbyněk Zajíc z Hazmburka
- 1608–1609 Václav Vilém z Roupova
- 1609–1610 Vilém mladší Popel z Lobkovic
- 1611–1612 Václav Vilém z Roupova
- 1613–1614 Vilém mladší Popel z Lobkovic
- 1614–1615 Václav Vilém Popel z Lobkovic
- 1623–1629 Zdeněk Lev Libštejnský z Kolovrat
- 1633 Zdeněk Lev Libštejnský z Kolovrat
- 1634 Jan Zikmund z Thun-Hohensteinu
- 1634–1635 Heřman Černín z Chudenic
- 1642 František Karel Matyáš ze Šternberka
- 1642 Jan Zikmund z Thun-Hohensteinu
- 1650 Ferdinand Arnošt Hýzrle z Chodů
- 1654–1655 Ferdinand Arnošt Hýzrle z Chodů
- 1655 Jan Adam Hrzán z Harasova
- 1657–1658 Jan Adam Hrzán z Harasova
- 1675–1681 Jan František Krakovský z Kolovrat
- 1681–1713 Jan Baltazar Clary ze Spersberbachu
- 1723–1729 Václav Antonín Chotek
- 1738–1746 Jan Adolf z Kounic
- 1797–1799 Prokop Lažanský z Bukové
- 1848–1849 Rudolf Konstantin Vratislav z Mitrovic

## Sídla v kraji roku 1654
Místa v kraji Litoměřickém z roku 1654, označená v berní rule tohoto kraje jako města a městečka.

### Města
| Jméno města           | stav                                                   | obyvatel nad 10 let roku 1702 | počet budov roku 1830 | obyvatelstvo přítomné roku 1830 | obyvatelstvo domácí roku 1830 |
| --------------------- | ------------------------------------------------------ | ----------------------------- | --------------------- | ------------------------------- | ----------------------------- |
| Česká Lípa            | poddanské, panské město, panství Nový Zámky            | 1186                          | 700                   | 5775                            | 5804                          |
| Litoměřice            | královské krajské město                                | 1161                          | 571                   | 4288                            | 3952                          |
| Česká Kamenice        | poddanské, panské město, panství Česká Kamenice        | roku 1713 čítá 1782 duší      | 338                   | 2295                            | 2312                          |
| Teplice               | poddanské, duchovní město, panství Teplice             |                               | 310                   | 2151                            | 2091                          |
| Ústí nad Labem        | královské město                                        | 945                           | 321                   | 1710                            | 1759                          |
| Mělník                | královské věnné město                                  | 792                           | 196                   | 1371                            | 1343                          |
| Úštěk                 | poddanské, duchovní město, panství Úštěk               | 689                           | 265                   | 1511                            | 1496                          |
| Bílina,               | poddanské, panské město, panství Bílina                | 668                           | 383                   | 2455                            | 2381                          |
| Děčín                 | poddanské, panské město, panství Děčín                 | 537                           | 291                   | 1412                            | 1423                          |
| Krupka,               | poddanské, panské město, panství Krupka                | 532                           | 252                   | 1391                            | 1408                          |
| Duchcov,              | poddanské, panské město, panství Duchcov               | 424                           | 157                   | 864                             | 887                           |
| Libochovice,          | poddanské, panské město, panství Libochovice           | 366                           | 192                   | 1235                            | 1245                          |
| Benešov nad Ploučnicí | poddanské, panské město, panství Benešov nad Ploučnicí |                               | 225                   | 1033                            | 1066                          |

### Městečka
| Jméno městečka       | stav                                                                    | počet budov roku 1830 | obyvatelstvo přítomné roku 1830 | obyvatelstvo domácí roku 1830 |
| -------------------- | ----------------------------------------------------------------------- | --------------------- | ------------------------------- | ----------------------------- |
| Rumburk              | poddanské, panské městečko, panství Rumburk                             | 451                   | 3445                            | 3405                          |
| Šluknov              | poddanské, panské městečko, panství Šluknov                             | 486                   | 3096                            | 3103                          |
| Chřibská             | poddanské, panské městečko, panství Česká Kamenice                      | 290                   | 1980                            | 2041                          |
| Jiřetín pod Jedlovou | poddanské, panské městečko, panství Rumburk                             | 244                   | 1746                            | 1703                          |
| Verneřice            | poddanské, panské a duchovní městečko, panství Ploskovice a Libešice1/2 | 251                   | 1430                            | 1453                          |
| Lovosice             | poddanské, panské městečko, panství Lovosice                            | 192                   | 1235                            | 1245                          |
| Žandov               | poddanské, rytířské městečko, statek Žandov                             | 191                   | 1082                            | 1076                          |
| Chabařovice          | poddanské, panské městečko, panství Chlumec                             | 193                   | 1021                            | 1046                          |
| Štětí                | poddanské, komorní městečko, panství Mělník                             | 200                   | 1041                            | 1042                          |
| Hoštka               | poddanské, panské městečko, panství Encovany                            | 221                   | 1021                            | 1026                          |
| Třebenice            | poddanské, duchovní městečko, panství Třebenice                         | 199                   | 986                             | 989                           |
| Kravaře              | poddanské, duchovní městečko, panství Stolinky                          | 175                   | 948                             | 965                           |
| Hrob                 | poddanské, duchovní městečko, panství Osek                              | 122                   | 799                             | 832                           |
| Brozany              | poddanské, panské městečko, panství Encovany                            | 140                   | 744                             | 749                           |
| Jezvé                | poddanské, panské městečko, panství Nový Zámky                          | 129                   | 714                             | 725                           |
| Blíževedly           | poddanské, duchovní městečko, panství Stolinky                          | 116                   | 631                             | 646                           |
| Jestřebí             | poddanské, panské městečko, panství Nový Zámky                          | 104                   | 576                             | 601                           |
| Mikulov              | poddanské, panské městečko, panství Bílina                              | 96                    | 556                             | 571                           |
| Levín                | poddanské, duchovní městečko, panství Úštěk                             | 97                    | 534                             | 559                           |
| Stvolínky            | poddanské, duchovní městečko, panství Stolinky                          | 90                    | 490                             | 502                           |
| Holany               | poddanské, panské městečko, panství Nový Zámky                          | 81                    | 448                             | 464                           |